# Pamphagodes
Pamphagodes is een geslacht van rechtvleugeligen uit de familie Charilaidae. De wetenschappelijke naam van dit geslacht is voor het eerst geldig gepubliceerd in 1878 door Bolívar.

## Soorten
Het geslacht Pamphagodes  is monotypisch en omvat slechts de volgende soort:
- Pamphagodes riffensis (Bolívar, 1878)